# The Dangerous Lives of Altar Boys
Pour plus de détails, voir Fiche technique et Distribution.
The Dangerous Lives of Altar Boys est un film américain de Peter Care sorti en 2002.

## Fiche technique
- Réalisation : Peter Care
- Scénario : Jeff Stockwell et Michael Petroni d'après le roman de Chris Fuhrman
- Photographie : Lance Acord
- Production : Jodie Foster, Meg LeFauve, Jay Shapiro
- Pays d'origine : États-Unis
- Genre : Drame
- Durée : 104 minutes
- Année de production : 2001
- Date de sortie :

## Distribution
- Jodie Foster : Sœur Assumpta
- Vincent D'Onofrio : père Casey
- Kieran Culkin : Tim Sullivan
- Jena Malone : Margie Flynn
- Tyler Long : Joey Scalisi
- Melissa McBride : Mrs. Doyle
- Emile Hirsch : Francis Doyle
- Jake Richardson : Wade
- Dylan Scott : un garçon

## Synopsis
Un groupe d'étudiants échafaudent un plan pour se venger de la sœur Assumpa, religieuse unijambiste qui les a sévèrement punis après avoir découvert une bande dessinée obscène.

## Box-office
- Budget: $12,000,000
- Recettes: $1,779,284